# Robótica biomórfica
A Robótica Biomórfica é uma subdisciplina da engenharia robótica focalizada em simular a mecânica, o sistema de sensores, e as estruturas de  computação e metodologias utilizadas pelos animais. Resumidamente, é a construção de robôs inspirados nos princípios de sistemas biológicos.
Um dos pesquisadores mais proeminentes no campo dos robôs biomórficos tem sido Mark W. Tilden, que se utilizou de teoria de Rodney Brooks de remover o modelo de mundo dos robôs colocando um hardware simples sem nem sequer usar microprocessadores algumas vezes. Isto não quer dizer que a falta de um microprocessador faça algo biomórfico. Existe uma grande quantidade de trabalho realizada que implementa redes neurais em dispositivos computadores.
Uma das conferência sobre biomórfica mais prolíficas é o Neuromorphic Engineering Workshop. Estes acadêmicos vem de todos o mundo para compartilhar suas pesquisas no que chamam de um campo da engenharia que é baseado no projeto e fabricação de sistemas neurais artificiais, tais como sistemas de visão e robôs perambuladores, cujos princípios de  arquitetura são baseados nestes sistemas nervosos biológicos.
A diferença entre neuromórfico e biomórfico é a de que um se centraliza no controle e sistemas de sensores (neuromórfico) e o outro no sistema inteiro (biomórfico).